# Хассан Фатхі
Гассан Фатгі (араб. حسن فتحي; 23 березня 1900, Александрія — 30 листопада 1989, Каїр) — єгипетський архітектор.

## Життєпис
Народився 23 березня 1900 року в м. Александрія. Закінчив Каїрський університет у 1926 році. Почав проєктувати і будувати в 1930-ті роки, використовуючи цеглини з необпаленої глини і саман. Він першим у Єгипті почав використовувати принципи екологічної архітектури та екостійкості.

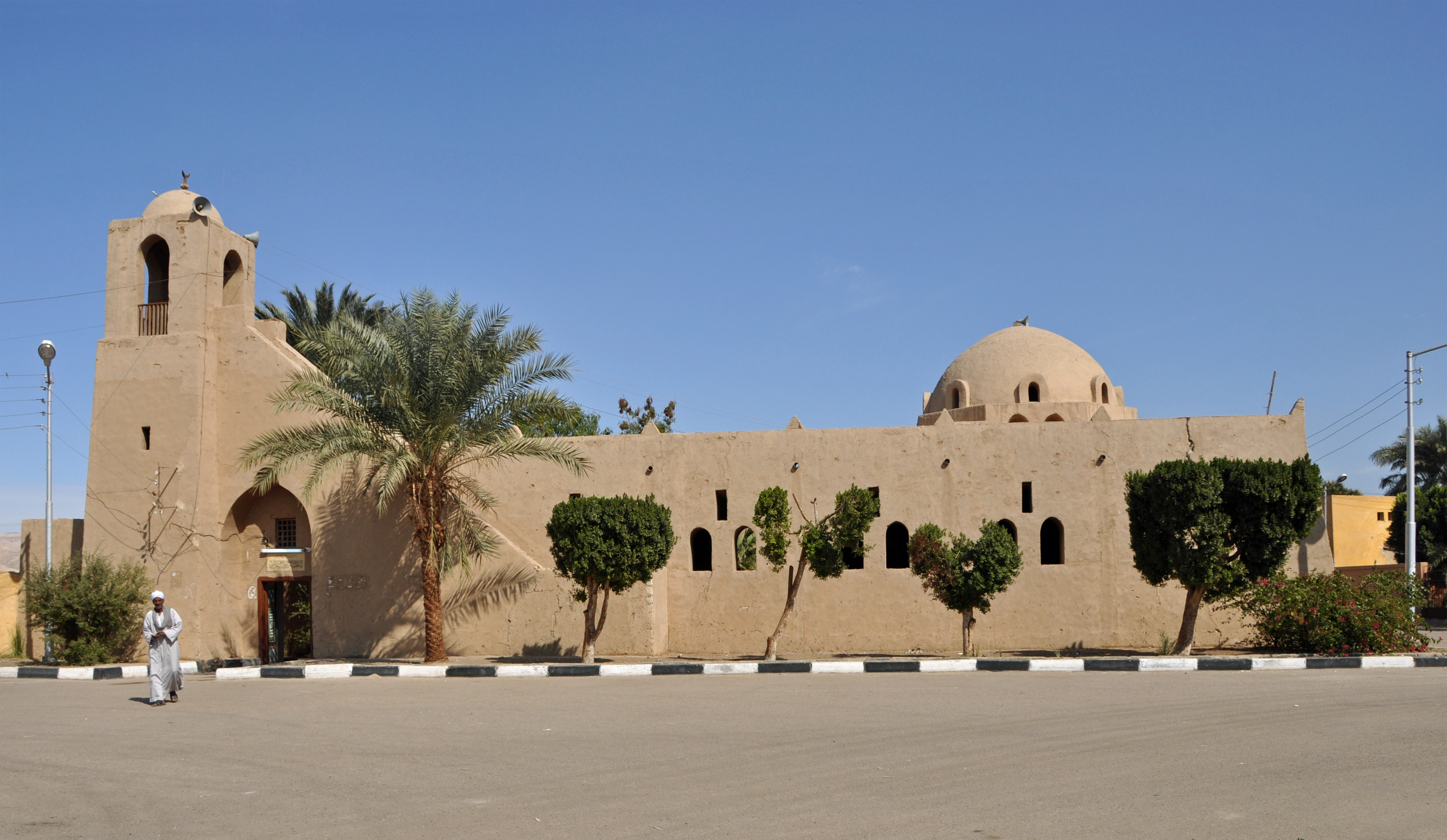
Мечеть у Курна за проєктом Гассана Фатгі

Світова популярність прийшла до нього після реалізації у 1945—1948 рр. проєкту з перенесення села Шейх-Абд-ель-Гурна на нове місце. Село було розташоване безпосередньо над староєгипетськими похованнями, і уряд ухвалив рішення про переселення його жителів, але не мав грошей на це чи не бажав їх виділяти. Фатгі спроєктував нове село з невипаленої глини, причому запропонував мешканцям самостійно побудувати собі будинки відповідно до потреб і побажань кожної сім'ї, протягом трьох сезонів виїжджаючи в село і консультуючи жителів за проєктами і технологіями. За власним рішенням Фатгі були побудовані ринок, мечеть, школа, він також особисто побудував будинок як зразок. І хоча Нова Гурна так і не була добудована і заселена — проєкт мав широку європейську пресу. Ідеї цього проєкту Фатхі розвинув і докладно виклав у книзі «Проєктувати разом з народом» (фр. Construire avec le peuple; 1970, англійський переклад під назвою «Архітектура для бідних», англ. Architecture for the Poor; 1973).
У 1949—1952 роках Фатхі керував відділом будівництва шкіл у Міністерстві освіти Єгипту. У 1954 році Фатгі очолив архітектурне відділення факультету мистецтв Каїрського університету, проте вже в 1957 році, посилаючись на бюрократичні перешкоди в реалізації своїх планів, покинув Єгипет, деякий час працював у групі архітекторів під керівництвом Константіноса Доксіадіса, яка розробляла принципи екістики, проєктував в Індії, Пакистані, Африці.
Повернувшись в Єгипет у 1963 році, Фатхі багато співпрацював з різними міжнародними організаціями і реалізував у результаті близько 160 архітектурних проєктів. У 1976 році Гассан Фатгі пише свій трактат під назвою «Архітектура для бідних».
Помер 30 листопада 1989 року в Каїрі.

## Нагороди та премії
- Премія Бальцана (1980)